# Magonia (planta)
Magonia es un género con 28 especies de plantas de flores perteneciente a la familia Sapindaceae. 

## Especies seleccionadas
- Magonia amentacea
- Magonia apetala
- Magonia brachysepala
- Magonia brachystachya
- Magonia carpinodes
- Magonia coriacea